# Evaristo Carriego (libro)
Evaristo Carriego es un libro de ensayo biográfico del escritor argentino Jorge Luis Borges. Fue publicado en 1932 por Manuel Gleizer Editor.
Evaristo Carriego fue un poeta muy conocido durante décadas y muchos de sus poemas se hicieron populares (“Tu secreto”), pero fue cayendo en el olvido. Borges lo conoció personalmente ya que era amigo de su padre y asiduo visitante a la casa familiar. Sin embargo, no escribe una biografía tradicional sobre Carriego, escribe una visión en la que lo que ficticio y lo real se confunden y puede que el lector desinformado crea que Evaristo Carriego es un personaje borgiano, como lo son Pierre Menard o el escritor Herbert Quain. 
Borges ensalza a Carriego y asocia sus versos a los de Quevedo y William Blake contrariando la opinión de los críticos, que consideraban a Carriego un poeta menor, propio del tango o las revistas sentimentales.
En el libro, desfilan Palermo (el barrio en que vivió Carriego, igual que Borges), una mujer misteriosa vestida de negro que lo visitaba en su casa, el conventillo, el prostíbulo, los compadritos, las peleas a cuchillo, el tango. En gran parte, la obra es una prefiguración de lo que será el futuro universo creado por Borges.